# Salisbury (Észak-Karolina)
Salisbury település az Amerikai Egyesült Államok Észak-Karolina államában, Rowan megyében, melynek megyeszékhelye is. Lakosainak száma 35 540 fő (2020. április 1.).

## Népesség
A település népességének változása:

| 2010 | 33 662 |
| 2020 | 35 540 |